# Prince (musicien)
Pour les articles homonymes, voir Prince.
 (août 2025).
Si vous disposez d'ouvrages ou d'articles de référence ou si vous connaissez des sites web de qualité traitant du thème abordé ici, merci de compléter l'article en donnant les références utiles à sa vérifiabilité et en les liant à la section « Notes et références ».
Prince, de son vrai nom Prince Rogers Nelson  (né le 7 juin 1958 à Minneapolis et décédé le 21 avril 2016 à Chanhassen, dans le Minnesota), est un auteur-compositeur-interprète, multi-instrumentiste, producteur, danseur et acteur américain. Il a exploré durant sa carrière une grande variété de styles musicaux, de la pop au funk en passant par la Soul, le rock ou le RnB. La carrière de Prince démarre en 1978 et sa discographie compte plus de trente albums studio parus en un peu moins de quarante ans. Il a aussi composé des chansons et produit des albums pour d'autres artistes, parmi lesquels les Bangles, Chaka Khan, Patti LaBelle, Madonna, Sheila E., Mavis Staples ou The Time. Multi-instrumentiste – il pratique une vingtaine d'instruments, excellant notamment à la guitare, à la basse, au piano, à la batterie et aux claviers – Prince s'est forgé une aura de créateur ambitieux, éclectique, et une réputation scénique hors pair en dansant et jouant des solos. Il est aussi connu pour ses références sexuellement explicites dans certaines de ses chansons et pour son usage de costumes excentriques en concert.
Son plus gros succès commercial est l'album Purple Rain publié en 1984 (bande originale du film éponyme dans lequel il joue le rôle principal), vendu à vingt millions d'exemplaires,, contenant, outre le morceau-titre, les tubes Let's Go Crazy et When Doves Cry. Il est également l'auteur de Sign o' the Times, de la bande originale du film Batman (1989) de Tim Burton, des tubes Little Red Corvette, Kiss, Cream ou encore Sexy MF. Le morceau phare de Sinéad O'Connor, Nothing Compares 2 U, est par ailleurs une composition de Prince, tout comme Manic Monday des Bangles.
En 1993, il abandonne son nom de scène au profit de l'imprononçable pictogramme « Love Symbol », afin de contester le contrat qui le lie au label discographique Warner Bros. Il en est partiellement libéré en 1996, puis totalement en 2000, et reprend alors son pseudonyme d'origine,. Il signe un nouvel accord avec la firme en 2014, qui lui permet, en principe, de devenir propriétaire de ses enregistrements Warner (ce qui était l'un des motifs du conflit des années 1990). Il est par ailleurs l'un des premiers à expérimenter la diffusion de la musique par Internet avant de s'en distancier.
Sa célébrité s'étend principalement de 1982 à 1994, soit de l'album 1999 à la chanson The Most Beautiful Girl in the World. Prince connaît un regain de popularité à partir de 2004, année de son intronisation au Rock and Roll Hall of Fame et de la parution du recueil Musicology, écoulé à deux millions d'exemplaires aux États-Unis. Son interprétation, sous une pluie battante, du titre Purple Rain, à la mi-temps du Super Bowl XLI le 4 février 2007 à Miami, est généralement considérée comme un des plus grands moments de ces traditionnelles prestations musicales annuelles, données au centre de la pelouse devant des dizaines de milliers de spectateurs et des millions de téléspectateurs.
Prince a vendu environ 100 millions de disques dans le monde, ce qui fait de lui l'un des artistes ayant vendu le plus de disques,,. L'artiste meurt le 21 avril 2016 à Chanhassen, dans un ascenseur de son complexe de Paisley Park, victime à 57 ans d'une overdose de médicaments anti-douleur.

## Biographie

### Enfance
Prince Rogers Nelson naît le 7 juin 1958, au Mount Sinai Hospital de Minneapolis, dans le Minnesota. Il doit son prénom au nom du trio de jazz amateur dont son père est membre, le Prince Rogers Trio. Son père, John L. Nelson (1916-2001), d'ascendance afro-américaine, est en effet pianiste, tandis que sa mère, Mattie Shaw (1933-2002), également afro-américaine, est chanteuse de jazz. Pour vivre, ils sont respectivement plâtrier et travailleuse sociale. Leur second enfant est une fille prénommée Tyka Evene (1960-2024). Dans une interview en 1991, John L. Nelson déclare à propos de son fils : « Je l'ai appelé Prince car je voulais qu'il fasse tout ce que je n'ai pas pu faire. »
À 7 ans, Prince, initié à la musique par son père et qui écoute à la radio tous types de chansons, compose au piano son premier morceau, Funkmachine.
Ses parents divorcent en 1968, la garde des enfants est partagée. Sa mère se remarie. En 1970, Prince entre à la Bryant Junior High et fréquente son demi-frère Duane, avant de changer d'établissement en 1972 pour la Central High School (Minneapolis, Minnesota) (en). Il part vivre chez sa tante Olivia Nelson puis s'installe dans la cave de la mère d'un ami, André Anderson ; un épisode repris dans Purple Rain, le film semi-autobiographique où le personnage qu'il interprète habite également dans une cave, sous la maison de ses parents. André Anderson deviendra plus tard son premier bassiste sous le nom d'André Cymone.

### Débuts (1973–1979)
Prince monte dès 1973 sa première formation, Grand Central, dans laquelle il joue de la guitare et des claviers. L'année suivante, il est recruté par Morris Day, qui deviendra plus tard le chanteur de The Time. Un temps géré par la mère de Morris, le groupe donne des concerts dans des cours d'écoles ou de petites salles de Minneapolis, reprend des succès du top 50 de l'époque, et adopte finalement le nom de Champagne.
Peu après, un musicien et producteur local, Pepe Willie, leur prodigue des conseils, tout en employant Prince, encore adolescent, comme guitariste pour des sessions de l'orchestre 94 East. Ce dernier signe un contrat avec Polydor mais aucun disque n'est publié. Des bandes seront éditées beaucoup plus tard sous l'appellation 94 East featuring Prince.
Fort de cette première expérience, Prince embarque sa formation, au début de 1976, dans l'enregistrement d'un album au studio Moon Sound de Minneapolis. Le propriétaire, Chris Moon, impressionné par le talent du jeune musicien, lui propose de travailler sur des publicités, en échange de sessions studio gratuites. Au fil des semaines, il passe de plus en plus de temps à produire des maquettes, sur lesquelles il joue de tous les instruments, abandonnant peu à peu son propre groupe, qui finit par disparaître.
En septembre de la même année, l'artiste, qui a achevé seul quatorze titres, part tenter sa chance à New York, sans succès. Chris Moon le rappelle à Minneapolis et lui propose de rencontrer Owen Husney, qui devient son premier agent artistique.
Husney élabore avec Prince une stratégie pour conquérir les maisons de disques, notamment en le rajeunissant de deux ans et en le présentant comme le nouveau Stevie Wonder, son idole. Les deux hommes exigent des conditions inédites : lui permettre d'être son propre producteur, auteur, compositeur et interprète, alors qu'il n'a que dix-huit ans. Ils obtiennent finalement un contrat avec Warner Bros. pour la réalisation de trois albums, assorti d'une avance de 180 000 dollars.
Le 7 avril 1978, Prince publie For You, son premier album, d'orientation rhythm and blues synthétique. À l'exception d'un titre co-écrit avec Chris Moon, il en compose, écrit et interprète la totalité, en étant crédité de vingt-sept instruments. Pendant le projet, la Warner envoie en studio des professionnels déguisés pour surveiller le prodige, puis impose un producteur exécutif. Le budget initial accordé pour l'enregistrement est finalement doublé. Le disque est un échec commercial, bien que Soft and Wet, choisi comme premier extrait, se classe à la 92e place du Billboard Hot 100, le classement hebdomadaire des cent chansons les plus populaires aux États-Unis. Le premier concert officiel a lieu le 5 janvier 1979 au théâtre Capri de Minneapolis,.
En octobre 1979, paraît son deuxième album, Prince, fidèle à la tonalité du précédent, mais commençant à incorporer des influences rock et pop. Celui-ci réalise une bien meilleure performance commerciale en s'écoulant à un million d'exemplaires, tout comme le simple I Wanna Be Your Lover. Le mois suivant débute une courte tournée américaine, bientôt suivie des premières parties du Fire It Up Tour du chanteur Rick James. Prince s'entoure d'une formation scénique comprenant Dez Dickerson (guitare), André Cymone (basse), Doctor Fink (clavier), Gayle Chapman (clavier) et Bobby Z. (batterie) ; cette formation mélange Blancs et Noirs, hommes et femmes, s'inspirant directement de Sly and the Family Stone, groupe de la fin des années 1960 que Prince vénère, ou encore des groupes de George Clinton, une autre de ses idoles. Cette formation devait en principe s'appeler « The Rebels ».
Fin 1979, l'agent artistique des débuts, Owen Husney, est remplacé par Steven Fargnoli.
Prince donne sa première représentation télévisée dans l'émission American Bandstand, le 26 janvier 1980 : il y interprète deux chansons en playback, dont I Wanna Be Your Lover, et accorde un bref entretien durant lequel, figé par la timidité, ou montrant déjà une défiance espiègle pour ce type d'exercice, il ne fournit que des réponses laconiques, mais fait néanmoins forte impression.

### Affirmation musicale, sexuelle et commerciale (1980–1983)

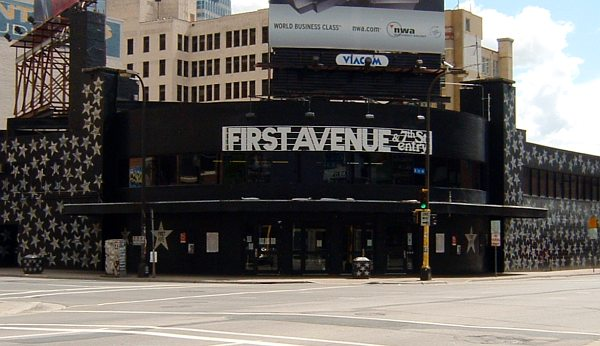
Le First Avenue de Minneapolis, le club où se déroule une partie de l'intrigue du film Purple Rain.

Le 8 octobre 1980 paraît Dirty Mind (« esprit mal tourné » en français), qui reste 31 semaines dans le classement des 200 meilleures ventes d'albums américaines[réf. nécessaire]. Le rhythm and blues consensuel des débuts laisse place à une sonorité funk minimaliste, saupoudrée d'influences pop et new wave, qui sert un propos au contenu sexuellement explicite. Le chanteur y confie ses penchants pour le sexe débridé, parle d'inceste frère-sœur, de fellation adultérine. Il apparaît vêtu de dessous féminins sur la pochette du disque et durant les concerts de la tournée correspondante. En février 1981, l'artiste interprète l'extrait Party Up durant l'émission Saturday Night Live.
Trois concerts sont ensuite donnés en Europe pour la première fois, dont un le 3 juin 1981 au Palace de Paris. De retour aux États-Unis, Prince se produit en octobre en première partie de deux concerts des Rolling Stones à Los Angeles. Dans les deux cas, l'accueil violemment hostile des 90 000 spectateurs l'oblige à quitter la scène prématurément.
Son quatrième opus, Controversy, sort le 14 octobre 1981, et s'écoule en trois mois à 500 000 exemplaires. Musicalement et textuellement proche du précédent (la masturbation est notamment évoquée), il laisse également à entendre un discours libertaire et pacifiste : « J'aimerais que nous soyons tous nus, qu'il n'y ait ni Noirs ni Blancs, qu'il n'y ait aucune règle », proclame le morceau-titre. Alors que le conservateur Ronald Reagan est depuis peu président des États-Unis, les thèmes de la guerre froide et de la peine de mort sont évoqués.
La même année, puis la suivante, Prince compose, écrit, réalise et convainc Warner de publier The Time et What Time Is It?, les deux premiers disques du groupe The Time. Le seul membre présent en studio est en réalité le chanteur Morris Day, ancien compagnon de scène des débuts. De style funk, dotées d'un visuel urbain, les deux œuvres s'adressent à un public spécialisé et obtiennent de très bonnes places dans le Billboard Soul Chart, classement nord-américain des ventes de musique soul ; elles sont même certifiées toutes deux disque d'or quelques mois après leur parution. L'orchestre est concrètement formé quand débute en novembre le Controversy Tour de son initiateur, afin d'assurer les premières parties. Les futurs producteurs à succès Jimmy Jam et Terry Lewis, également originaires de Minneapolis, sont deux des musiciens qui composent l'effectif[réf. nécessaire].
Le 27 octobre 1982 sort le double album 1999, qui se vend en sept mois à un million d'exemplaires, bien aidé par les singles Little Red Corvette et 1999, les deux premiers grands tubes de l'artiste. Le premier cité est l'un des premiers d'un artiste afro-américain à être diffusé sur MTV de façon régulière[réf. nécessaire]. Une longue tournée américaine débute en novembre avec un succès colossal. Sa plus importante étape est un sextuple concert au temple maçonnique de Détroit, et sa conclusion a lieu à Chicago, à guichets fermés, devant plus de 10 000 spectateurs.

### Succès planétaire dePurple Rain(1984)

Le logo d'avertissement impulsé en 1985 par le Parents Music Resource Center, apposé sur Purple Rain en raison des paroles sexuellement explicites de la chanson Darling Nikki. La chanson écrite par Prince pour Sheena Easton, Sugar Walls, subit le même sort.

Pendant les enregistrements de 1999, Prince crée son nouveau groupe, qu'il baptise The Revolution avec l'arrivée de la guitariste Wendy Melvoin et Lisa Coleman (clavier). Durant cette période, il est souvent vu en train de prendre des notes dans un carnet violet. Son idée est de développer un film qui raconterait sa propre histoire, projet que Warner Bros rejette d'abord. Le projet aboutit en 1984 : Purple Rain, réalisé à Minneapolis en novembre 1983, financé en grande partie par Steven Fargnoli et les nouveaux managers du musicien, sort en salles le 27 juillet 1984 ; il rapporte 71 millions de dollars. Quant à sa bande-son, elle s'écoule avec les années à vingt millions de copies (dont treize millions pour les seuls États-Unis) et reçoit plusieurs prix, dont l'Oscar de la meilleure chanson de film pour le morceau-titre. Les titres Purple Rain, When Doves Cry, et Let's Go Crazy, séduisent eux aussi massivement le public, devenant des hits internationaux. La tournée correspondante est l'une des plus acclamées à travers les États-Unis, où 1,7 million de billets sont vendus. En 2003, le disque est classé 72e des « 500 plus grands albums de tous les temps » par le magazine Rolling Stone.
Avec la sortie de Purple Rain, Prince réalise Ice Cream Castle, troisième album de The Time, dont deux titres apparaissent dans le film, ainsi que The Glamorous Life, le premier de Sheila E., dont les chansons s'inspirent de la relation qu'entretiennent Prince et celle qui deviendra sa percussionniste. La même année, la reprise par Chaka Khan de I Feel for You, un des premiers titres de Prince, est un succès qui obtient un Grammy Award.

### Ambitions et contrariétés (1985–1988)

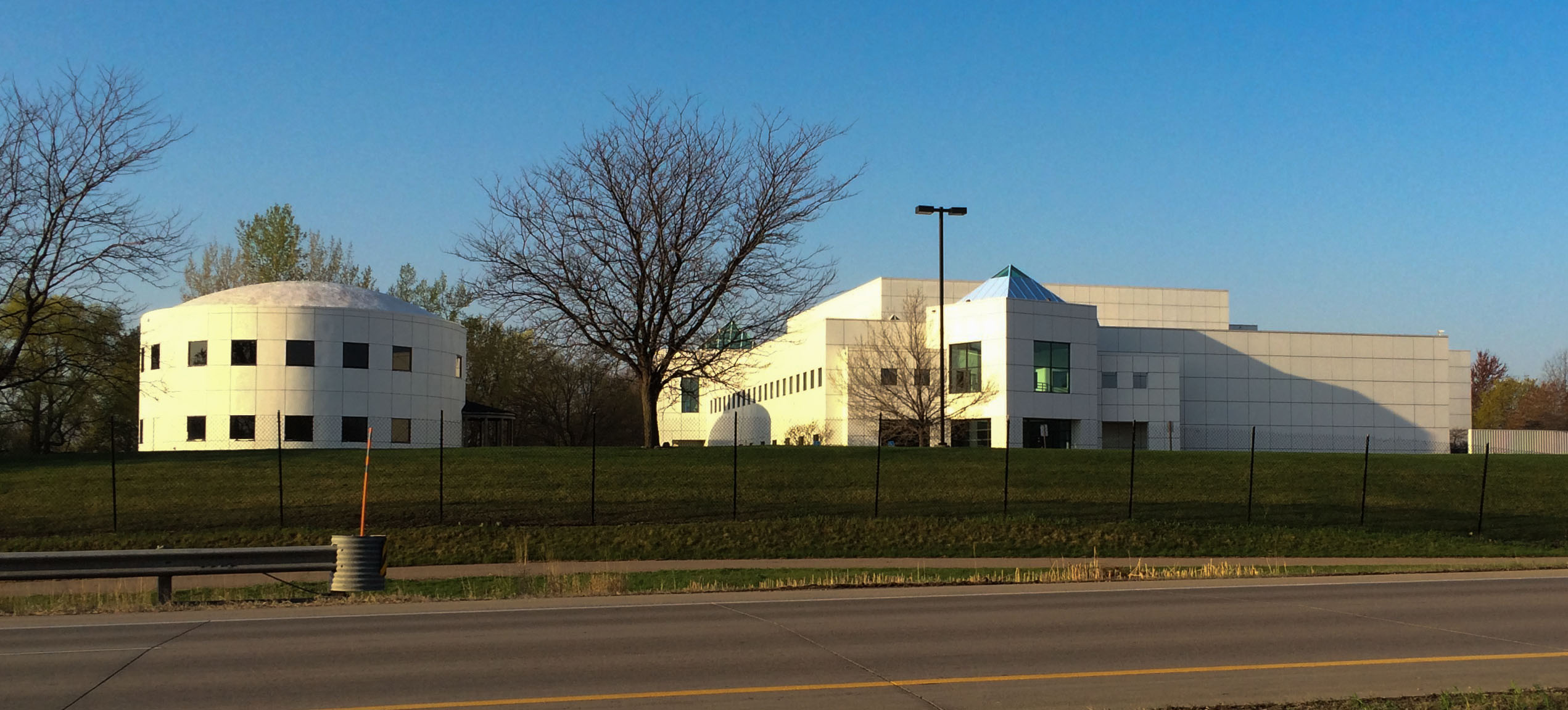
Paisley Park Studio.

En parallèle, Prince fait commencer la construction de son complexe d'enregistrement Paisley Park tout près de Minneapolis et sort son septième album Around the World in a Day, le 22 avril 1985. Composé et enregistré pendant la tournée Purple Rain Tour, Prince innove avec ce disque en rupture avec le ton général de ses précédents albums, proposant une pop aux accents psychédéliques avec les titres Pop Life ou Paisley Park, ainsi que du rock plus conventionnel avec America aux accents presque militaires, ou Temptation, sorte de voyage dans les obsessions que Prince expose, développe et mélange d’album en album, surtout à partir de Dirty Mind, à savoir la sexualité et la foi. Ce disque rencontre le succès, se classant notamment à la première place aux États-Unis, s'y écoulant à deux millions d'exemplaires en quelques mois. À peine la tournée terminée fin 1985, Prince se remet au travail car il a déjà en tête son futur projet, un autre film qu'il veut cette fois tourner en France.
L'album Parade — qui sert de bande originale au film sorti peu après — paraît le 31 mars 1986. Kiss en est le titre phare, et restera l'un des plus connus de Prince ; l'album lui-même sera certifié disque de platine aux États-Unis. Cinq mois plus tard, le film Under the Cherry Moon arrive dans les salles. La critique et le public, qui s'attendent à une suite de Purple Rain, jugent le film très sévèrement, faisant de cette sortie attendue un échec cuisant. Plusieurs des dates prévues aux États-Unis pour la tournée Hit n Run – Parade Tour sont annulées. Cette dernière marque un tournant important dans la carrière de Prince qui dissout The Revolution et se tourne vers sa future carrière solo. C'est à cette période que l'artiste produit le titre Manic Monday pour les Bangles.

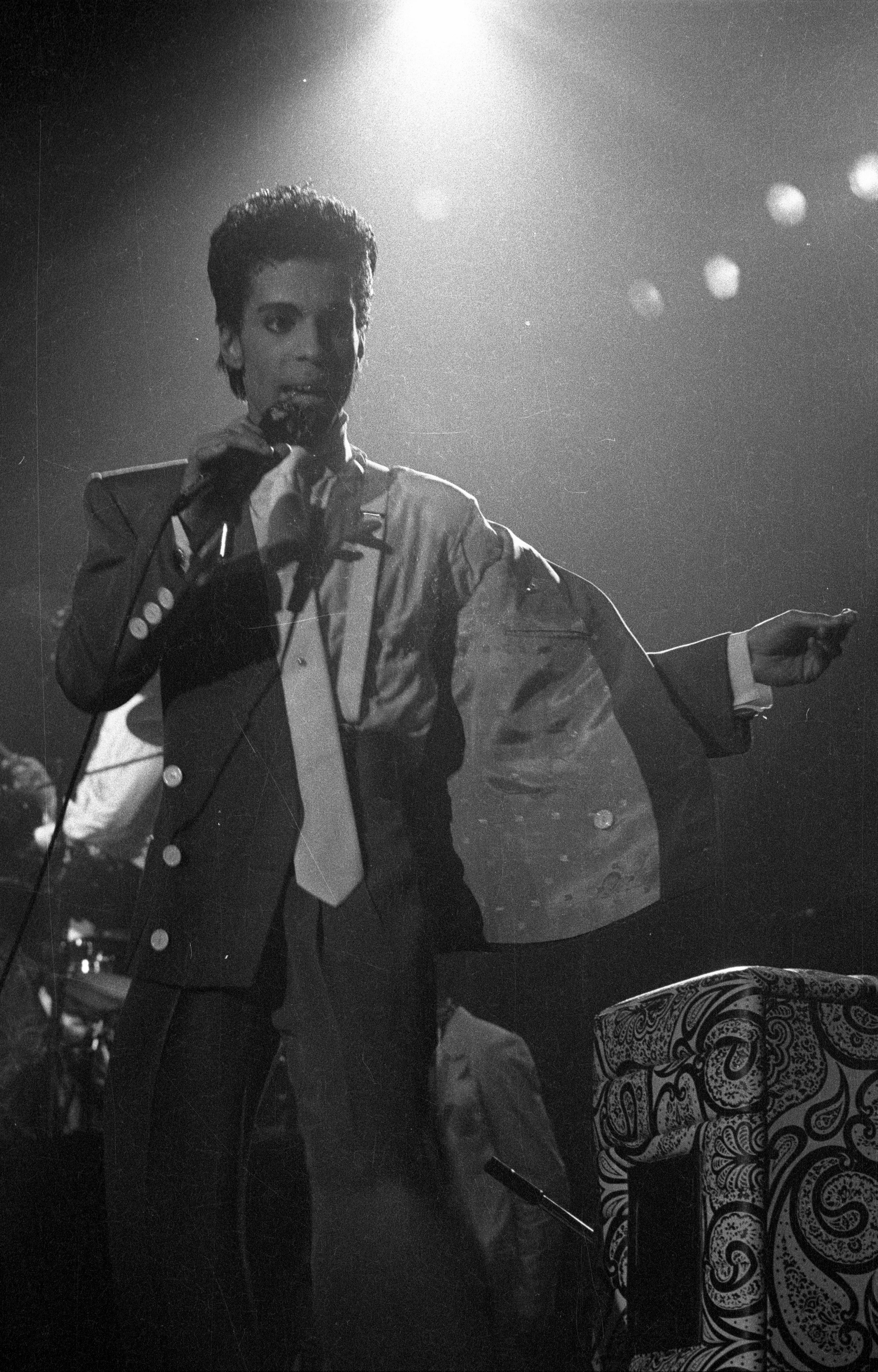
Prince en concert à Bruxelles (Belgique) en 1986.

Avant que The Revolution ne soit dissous, Prince avait des idées pour deux projets : Dream Factory, un triple album rempli de titres inédits, interprétés en grande partie avec des membres de The Revolution ; et Camille, un personnage à la voix féminine déjà expérimenté dans Erotic City, et entièrement créé par Prince, sur fond très funk. La Warner Bros refuse de sortir autant de titres en une seule fois, mais accepte un double album. De ces deux projets annulés émerge Sign o' the Times. Plusieurs des titres non retenus seront repris en 1998 dans un triple album remanié, Crystal Ball.
Prince produit un troisième groupe satellite, Madhouse, de style jazz-funk, en 1987. Souvent considéré par la critique comme l'un des meilleurs albums de l'artiste, Sign o' the Times, publié le 31 mars 1987, se vend à quatre millions d'exemplaires (dont plus d'un million aux États-Unis). Les bons classements et les récompenses sont au rendez-vous. En avril, Prince lance la tournée Sign o' the Times Tour, qui ne passe que par l'Europe, car ses précédents albums s'y sont très bien vendus. Une vidéo de la tournée, intitulé simplement Sign o' the Times, est éditée, recevant de bien meilleures critiques que Under the Cherry Moon.
Le projet suivant de Prince, surnommé The Black Album en raison de sa pochette entièrement noire, sans titre ou nom d'artiste, est annulé juste avant sa mise en vente par Prince lui-même, sans explication officielle à l'époque, et deviendra l'album le plus piraté de tous les temps. Warner Bros., ne voyant pas dans cet album un succès garanti (les sonorités y sont nettement plus brutes que sur les albums précédents et les thèmes plus provocants encore), ne s'oppose pas à l'annulation. L'album fera néanmoins l'objet d'une édition officielle en 1994.
Pour remplacer le Black Album, sort le 10 mai 1988 Lovesexy, au climat diamétralement opposé, lumineux et apaisé. La pochette où Prince apparaît entièrement nu fait scandale. Aux États-Unis, le succès de cet album est moindre que les précédentes productions de Prince (seulement disque d'or), cependant l'Europe lui fera un meilleur accueil et le Lovesexy Tour, avec sa scène circulaire, y connaît un immense succès. Cependant, la vente d'albums et de billets dégringole aux États-Unis, et Prince, agacé, rejette la faute de ses échecs sur son entourage, et congédie fin 1988 Steven Fargnoli, son avocat et conseiller financier.

### Du rebond commercial à la révolte anti-Warner (1989–1995)

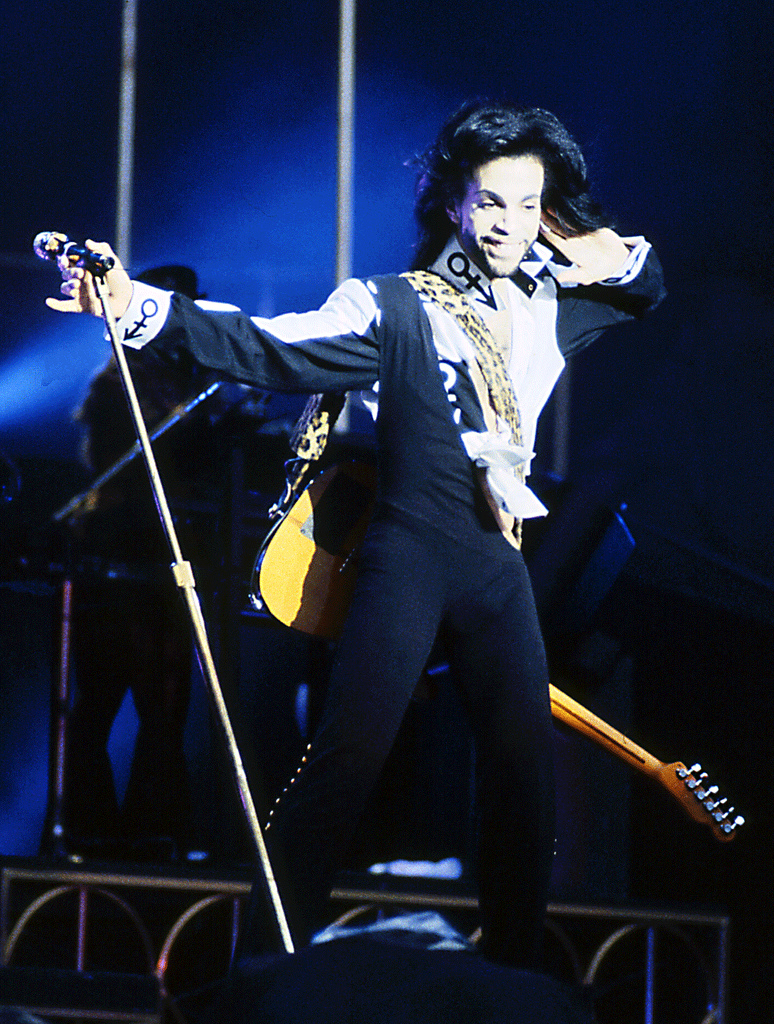
Prince performant sur scène lors du Nude Tour en 1990.

En 1989, Warner Bros. lui propose d'écrire la bande-son du film Batman, réalisé par Tim Burton. Prince produit alors un album de neuf titres, tous utilisés, sous leur forme originale ou réarrangée, tout au long du film. L'album Batman permet alors à l'artiste de renouer avec le succès à grande échelle, se vendant à 4,3 millions d'exemplaires à travers le monde, dont plus de deux millions aux États-Unis.
Peu après débute le tournage du film Graffiti Bridge, sorti en 1990, sorte de suite à Purple Rain où l'on retrouve d'ailleurs les personnages du Kid et le groupe The Time, s'affrontant une nouvelle fois. Le double album Graffiti Bridge servant de bande originale au film, accueille de nombreux artistes renommés. Paisley Park qui a financé en grande partie le tournage est alors, d'après une rumeur, au bord de la faillite. Prince entame une tournée, le Nude Tour, qui sera couronné de succès au bon moment.
En 1990, la chanteuse Sinéad O'Connor enregistre un ancien morceau de Prince produit à l'origine pour le groupe The Family : Nothing Compares 2 U, qui devient un succès international.
En raison de la guerre du Golfe, les managers de Prince lui conseillent de ralentir sa carrière jusqu'à la fin du conflit. Warner propose à Prince de préparer un album best of pour marquer la première décennie de sa carrière, mais l'artiste rejette le projet. Ce désaccord provoque une tension entre le label et son artiste, tension apaisée avec la parution de l'album Diamonds and Pearls en 1991.
En 1991, Prince apparaît beaucoup plus qu'auparavant à la télévision, notamment le 20 juillet au Metrodome de Minneapolis à l'occasion d'un événement olympique, ou encore le 4 septembre, dans l'émission Arsenio Hall Show à Hollywood, sans oublier sa prestation très remarquée aux MTV Music Awards le 5 septembre avec le titre Gett Off, qui annonce son nouvel album à venir. Le 1er octobre 1991, après six mois de promotion, paraît enfin Diamonds and Pearls, contenant treize titres tous acclamés par la critique. Cet album et ses divers singles rencontrent un vrai succès, tant aux États-Unis que dans le reste du monde, tel que l'artiste n'en a pas connu depuis plusieurs années. Diamonds and Pearls se vend à plus de six millions d'exemplaires à travers le monde (dont plus de deux millions dans son propre pays).
Avec le retour du succès et des ventes d'albums en hausse, Warner Bros. veut dissuader l'artiste de quitter son label d'origine, et lui offre un poste de vice-président, assorti d'un contrat de cent millions de dollars pour produire dix nouveaux albums. En avril 1992, débute le Diamonds and Pearls Tour au Japon. Une tournée qui l'impose comme l'un des plus grands showmen du moment. La New Power Generation est née. Chaque soir, dix-sept musiciens et danseurs agrémentés d'effets spéciaux offrent un spectacle impressionnant. Les ventes de billets sont particulièrement importantes en Australie. Une relation durable entre l'artiste et la danseuse Mayte Garcia, membre du groupe, voit le jour pendant cette tournée. Malgré les succès et son récent contrat, Prince et son label demeurent dans une certaine mésentente. Lors de l'émission Prince Live Oprah Winfrey Show, il raconte sa conversation avec un dirigeant de la Warner qui lui aurait demandé : « Vous croyez vraiment que notre but est de vous faire gagner de l'argent ? » Une vendetta publique débute alors entre l'artiste et sa maison de disques.
En octobre 1992, paraît l'avant-dernier album de l'artiste sous le label de la Warner, Love Symbol Album. La tournée Act I Tour fait des salles moyennes aux États-Unis et bien que de qualité, le spectacle ne rencontre pas le succès du précédent. L'album, qui rencontre un grand succès en Europe, est moins apprécié aux États-Unis. Prince réagit violemment, allant jusqu'à brûler un journal critiquant négativement Love Symbol devant les caméras. Ce genre de réactions rendra ses apparitions plus rares et moins glorieuses. Le 27 avril 1993, Prince annonce à Warner Bros qu'il ne compte plus éditer de nouvelle musique pour eux, mais poursuit toutefois la promotion de l'album sur le continent européen avec la tournée Act II Tour pour une trentaine de dates. Le spectacle est modifié, la plupart des hits de l'album étant remplacés par des titres plus anciens, et le trio de danseurs présent sur la tournée américaine a disparu. L'album Love Symbol a tout de même un certain succès, se vendant à trois millions d'exemplaires. À la fin de la tournée, Prince déclare qu'il se retire de l'industrie et qu'il ne rejouera plus ses anciens titres. Une promesse très vite oubliée. En 1993, Warner Bros sort The Hits/The B-Sides, la compilation dont Prince ne voulait pas, qui propose trente-six tubes de l'artiste ainsi qu'un disque de vingt titres constitué d'inédits et de faces B. La même année, Prince change de nom, choisissant l'idéogramme imprononçable utilisé pour l'album Love symbol.
L'édition — officielle cette fois — du Black Album fin 1994 et la sortie de la compilation 1-800-NEW-FUNK (constituée de titres d'artistes produits par Prince et du titre Love Sign) ne se vendent pas bien. La Warner Bros recontacte alors Prince et trouve avec lui un accord en vue de la sortie d'un album ne contenant que de nouveaux titres. Ce sera Come, album de dix titres, qui sort quelques mois plus tard, le 16 août 1994. Pour marquer davantage sa rupture avec la Warner, cet opus est présenté comme l'album « posthume » de Prince, qui dès lors n'utilise plus son vrai nom. Ironiquement, l'album ne se vend qu'à 500 000 exemplaires, augmentant de plus belle les tensions. À partir de ce moment, Prince édite ses albums suivants d'une part chez Warner, afin d'honorer la fin du contrat qui les lie, et sous son propre label NPG Records d'autre part, cela lui octroyant plus de liberté artistique et lui permet d'éditer davantage d'albums. Prince commence à travailler sur des projets non musicaux comme Interactive, un jeu vidéo avec Graphix Zone, qui sort le 7 juin 1994. Le titre Interactive, qui n'apparaît qu'en 1998 sur l'album Crystal Ball, donne son nom à la tournée suivante : Interactive Tour. Ces derniers albums ne bénéficient pas de promotion particulière, expliquant en partie leur succès mitigé. Au cours de l'année 1994, quelques rares prestations télévisées sont diffusées. Fin 1994, Prince entreprend un projet théâtral, une pièce nommée Glam Slam Ulysse pour laquelle il crée une dizaine de titres inédits. Au début de l'année 1995, Prince, sous le pseudonyme Tora Tora, sort Exodus, un album conceptuel composé de chansons formant une histoire et signé par la New Power Generation.
Le 26 septembre 1995, Warner Bros. accepte de publier The Gold Experience, un album de dix-huit titres inédits. Prince dira à plusieurs reprises à quel point il est fier de ce disque, le considérant comme une brillante réussite musicale. L'album contient le dernier grand hit de l'artiste, la chanson The Most Beautiful Girl in the World, sortie l'année précédente sous la forme d'un maxi-single et classée dans le haut des charts aux États-Unis et un peu partout dans le monde, atteignant notamment la première place dans plusieurs pays (Suisse, Pays-Bas, Nouvelle-Zélande...). Le batteur et compositeur Bruno Bergonzi et le musicien et chanteur Michele Vicino ont poursuivi Prince, parce qu'ils pensaient que la chanson The Most beautiful Girl In The World était identique à Takin' Me To Paradise, écrite par Bergonzi, produite par Vicino et publiée en 1983. Prince a été condamné définitivement pour plagiat, par arrêt de la Cour de cassation de Rome, en mai 2015. Par conséquent, le projet du film sur la vie de Prince s'est arrêté. La Cour a établi qu'à Bergonzi et à Vicino doivent être versés les droits d'auteur et même reconnus dommages moraux.
Prince se lance dans une série de concerts, le Love 4 One Another Charities Tour au profit d'associations caritatives, surtout Love 4, jusqu'en 1997. En parallèle Warner Bros. lui organise une petite tournée pour faire la promotion de The Gold Experience : The Ultimate Live Experience et Gold Tour. Durant ces concerts, Prince s'inscrit le mot « slave » (esclave) sur la joue pour railler sa « soumission » à la Warner (il fait de même lors d'un passage à l'émission Nulle Part Ailleurs sur Canal +). Pour en finir avec son contrat avec son premier label, Prince publiera en 1996 Chaos and Disorder puis en 1999 The Vault... Old Friends 4 Sale. Les deux albums sont constitués de morceaux de second choix (selon l'artiste) ou non retenus précédemment.

### Émancipations (1996–2003)

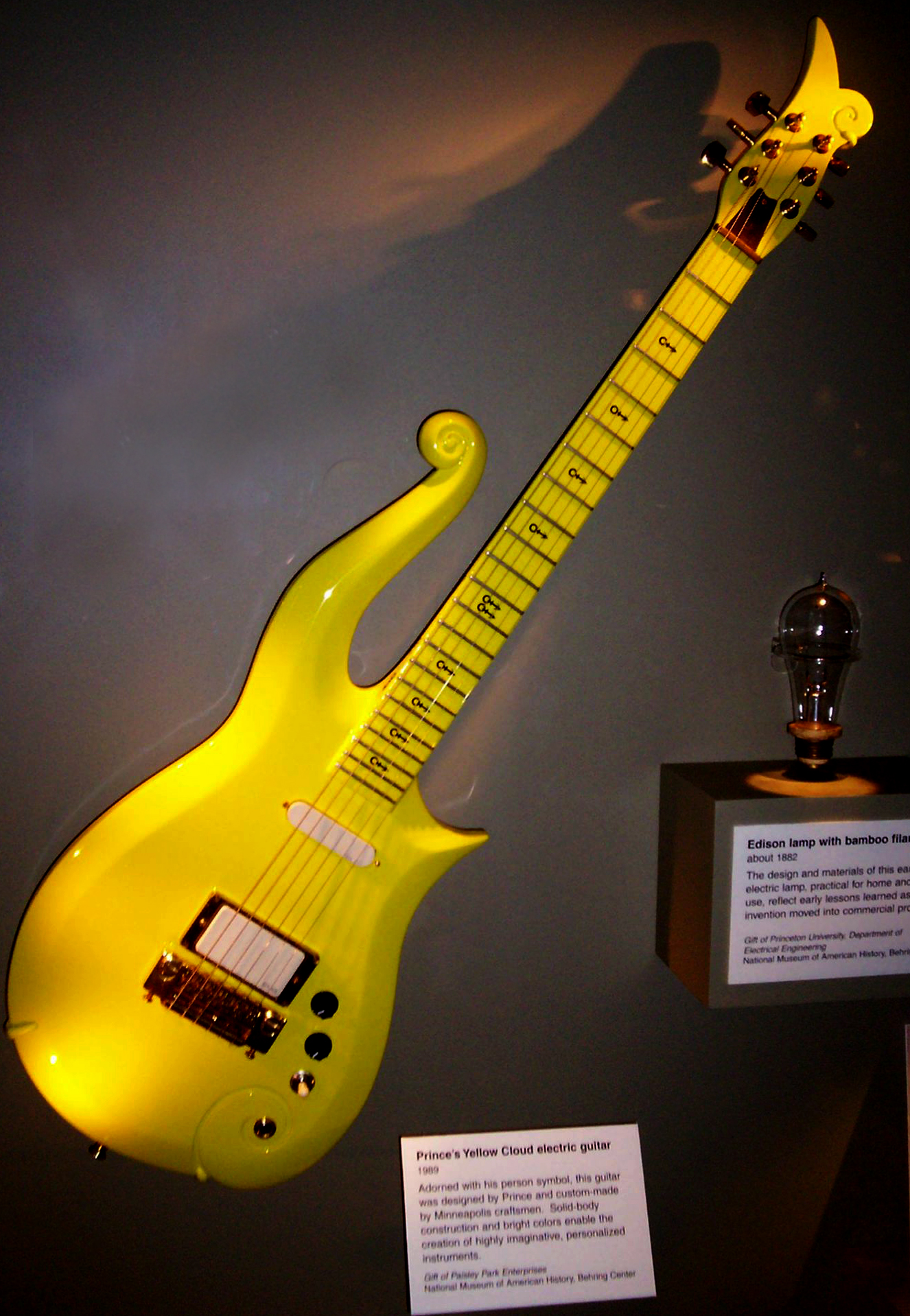
La guitare « Cloud » de Prince, exposée au musée Smithsonian de Washington (États-Unis).

Prince arrête définitivement de travailler pour la Warner et sort en 1996 Emancipation, album de trois disques de soixante minutes chacun, contenant uniquement des titres inédits, à l'exception de quatre reprises d'autres artistes. Cette année-là, Mayte Garcia et Prince annoncent qu'ils vont devenir parents, et certaines des chansons de l'album abordent le sujet (Let's Have a Baby, Friend, Lover, Sister, Mother/Wife). L'album atteint la onzième place au Billboard 200 américain, et se place généralement dans les vingt premières places des classements européens. Cependant, la promotion de l'album est interrompue quand Thorn[Qui ?] se sépare d'EMI et côte en bourse le label[Lequel ?] sur lequel Prince avait sorti Emancipation.
Commence alors le Jam of the Year Tour, qui fera le tour complet des États-Unis. C'est la première tournée à travers ce continent depuis le Purple Rain Tour qui réalise des profits très satisfaisants, remplissant des salles d'environ dix-mille personnes. Le public est heureux de retrouver un Prince qui s'exprime complètement au son de la musique de ses anciens grands succès, qu'il rejoue à nouveau. La tournée, financée en grande partie par son propre label Paisley Park, aurait permis à Prince de réaliser d'importants bénéfices.
Crystal Ball et Newpower Soul sortent presque simultanément en 1998. Le quadruple album Crystal Ball regroupe sur trois disques des chansons quasiment toutes inédites, produites de 1983 à 1996 (dont certaines en public ou remixées) ainsi que The Truth, premier disque acoustique de Prince. Newpower Soul est le troisième et dernier album produit avec le groupe New Power Generation. Le succès est, pour chacun, mitigé mais Prince repart en tournée mondiale pour faire leur promotion. Après le Newpower Soul Tour, Prince et Mayte Garcia se séparent.
Prince retrouve enfin son premier nom de scène en signant un contrat avec Arista Records pour un album en 1999 : Rave Un2 the Joy Fantastic. Afin d'en assurer la promotion, Prince donne un certain nombre d'interviews, exercice peu apprécié par l'artiste jusque-là. Aucune tournée n'est lancée, mais pour fêter l'approche de l'an 2000, Prince organise un grand concert spécial, filmé et diffusé en direct sur de nombreuses chaînes à travers le monde le 31 décembre. Des artistes tels que Lenny Kravitz, Maceo Parker, Johnny Blackshire, Rosie Gaines, Michael « Rev » Scott en sont les invités vedettes et le groupe The Time est reformé pour l'occasion. Le film Rave Un2 the Year 2000 sort peu de temps après en vidéo.
La grande nouveauté de l'année 2000 est la création d'un site où les fans peuvent payer pour écouter des centaines de chansons inédites : NPGOnlineLtd.com (plus tard NPGMusicClub.com).
Une influence jazz s'impose sur certains albums de cette période, surtout The Rainbow Children, N.E.W.S et Xpectation.
C'est le 20 novembre 2001 que sort The Rainbow Children, acclamé par la critique, et que de nouveaux musiciens viennent se joindre à la New Power Generation, tel Renato Neto. Entre 2000 et 2001, Prince entreprend deux tournées de concerts, tous annoncés très peu de temps à l'avance. Fin 2001, il promet une tournée mondiale pour l'année à venir.
Commencée en 2002, le One Nite Alone...Tour tranche complètement avec l'ambiance des tournées mondiales précédentes. Prince innove en choisissant de donner la plupart des concerts dans des salles de quelques milliers de places, afin de créer un spectacle se concentrant sur la musique et les improvisations. Malgré un prix de billet élevé, les spectateurs en redemandent, tant les arrangements musicaux et le spectacle proposé sont maîtrisés. Cette tournée, plus intimiste que bien des précédentes, est l'occasion pour Prince de sortir son premier album live officiel, sous la forme d'un luxueux coffret de trois disques, intitulé One Nite Alone...Live!, ainsi que la vidéo de cette tournée, Live at the Aladdin Las Vegas.
À partir de 2002, Prince ouvre les portes de son studio Paisley Park à ses fans du monde entier, organisant de véritables visites guidées. Certains ont même la chance de venir discuter avec Prince en personne sur ses dernières créations.

### Retour sur le devant de la scène (2004-2011)

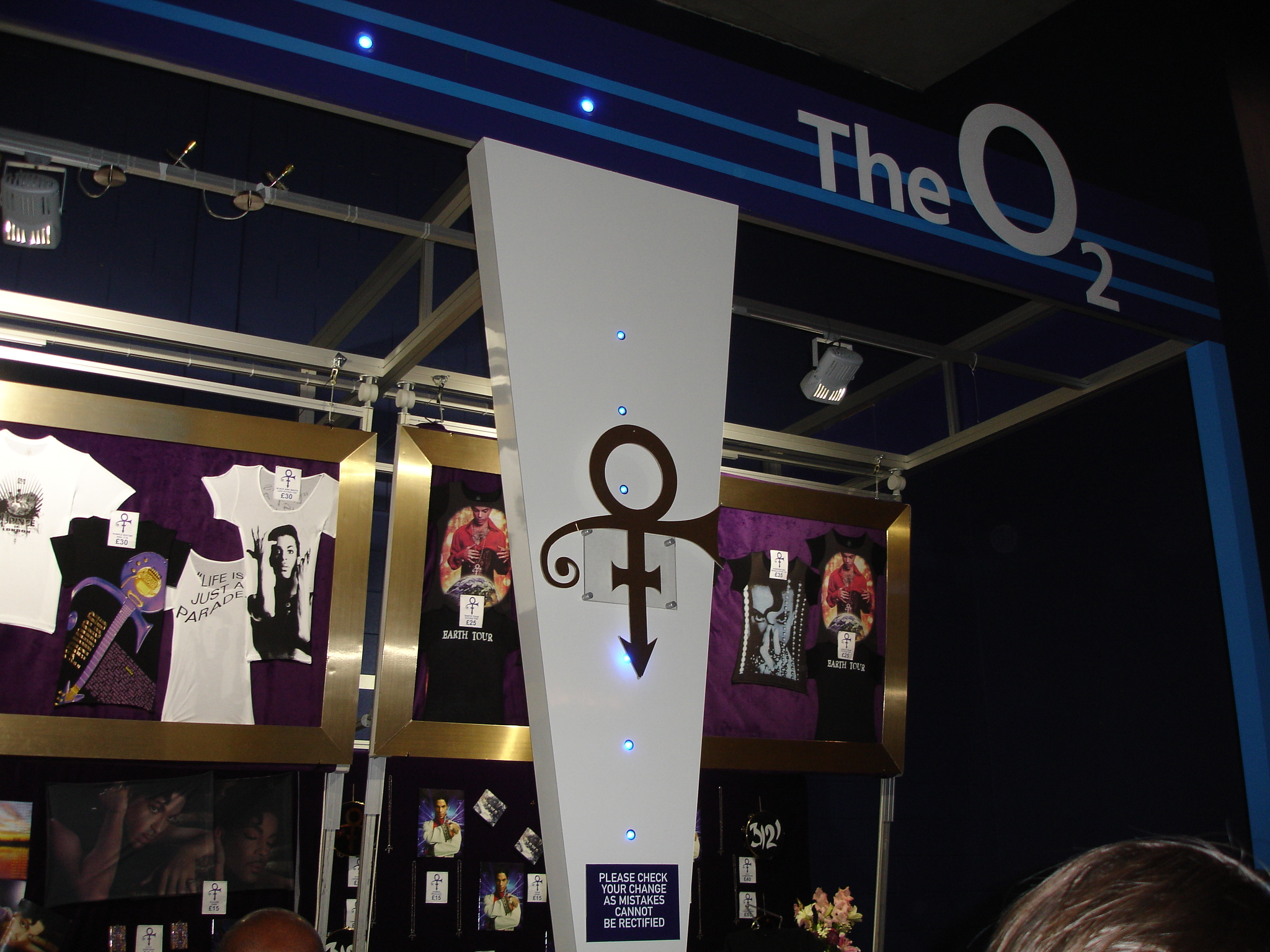
Vente de produits dérivés à l'O2 Arena de Londres en 2007.

Le 15 mars 2004, Prince participe à l'hommage rendu à George Harrison pour son entrée au Rock and Roll Hall of Fame. Il interprète While My Guitar Gently Weeps avec Tom Petty, Jeff Lynne, Steve Winwood et Dhani Harrisson. Prince exécute un solo final de 3 minutes qui devient un moment mémorable, aux dires mêmes de Tom Petty et du fils de George Harrison. Prince ne devait initialement pas jouer, Olivia, la veuve de George Harrison souhaitant que seules des personnes le connaissant soient présentes sur scène. Le 20 avril, Prince sort un nouvel album studio, Musicology, sous le label Columbia Records. La critique est de son côté, on parle de l'album le plus réussi depuis Diamonds and Pearls ; le succès commercial est également au rendez-vous, il entre dans le top 5 aux États-Unis, en Allemagne et au Royaume-Uni. En 2005, il est certifié double disque de platine. Cet album lui vaut deux Grammys : le 8 février 2005, il fait une apparition surprise à l'une des cérémonies en compagnie de Beyoncé et ouvre le spectacle. Prince est ensuite récompensé au Rock and Roll Hall of Fame pour l'ensemble de sa carrière.
Dans la foulée, le magazine Rolling Stone le déclare comme l'artiste le plus productif du monde et vingt-septième sur la liste des cent plus grands artistes de tous les temps. Il entame une gigantesque tournée à travers les États-Unis, le Musicology Tour et l'album est offert aux spectateurs à l'entrée des salles sur présentation de leurs billets. Quelques jours après l'ouragan Katrina en 2005, Prince produit deux singles, disponibles à l'achat sur internet : SST et Brand New Orlean, et dont les bénéfices sont versés aux victimes de l'ouragan.
Fin 2005, Prince signe un contrat avec Universal Records pour sortir 3121. Succès immédiat, l'album est numéro un au Billboard 200. En février 2006, Prince fait une apparition sur Saturday Night Live accompagné de sa nouvelle protégée, Tamar, et interprète deux titres de l'album. Une idée de Prince, pour faire vendre ses albums, était de placer des billets pour assister à un concert privé dans sa résidence de Hollywood dans des pochettes d'albums. Sept billets ont été mis dans des albums et les autres ont été répartis dans divers concours sur Internet. Finalement, vingt-quatre personnes ont pu ainsi assister au concert. Toujours en 2006, Crystal Ball est déclaré meilleur album vendu par internet. Le site NPG Music Club ferme ensuite après cinq ans de fonctionnement. Prince joue quarante-quatre soirs à Las Vegas. Fin 2006, il participe au film d'animation Happy Feet. En janvier 2007, la bande originale reçoit le Golden Globe de la chanson la plus originale. Prince n'ayant pu assister à la cérémonie, l'acteur Hugh Grant prendra le prix à sa place.
En 2007, Prince est choisi pour donner le spectacle de la mi-temps au Super Bowl, ce qui représente une vraie consécration. Pendant la conférence de presse sur l’événement, au lieu de répondre aux questions de la presse, il joue trois chansons dont une reprise de Chuck Berry : Johnny B. Goode. C'est le 4 février qu'a lieu l’événement, à Miami : Prince joue des grands classiques et également des reprises, devant 74 512 personnes sur place et 140 millions de téléspectateurs ; c'est la plus grande audience de sa vie. La pluie se met à tomber pendant le spectacle, les éclairages passent au violet pour donner l'impression d'une pluie violette pendant le titre Purple Rain. Le site Billboard.com déclare que la performance de Prince était la meilleure que le Super Bowl ait connue. Le 15 juillet, sort Planet Earth suivi du lancement de Earth Tour, avec 21 concerts à guichets fermés à l'O2 Arena de Londres. Prince fait par la suite plusieurs apparitions, aux ALMA Awards avec Sheila E. en juin et à Minneapolis pour trois concerts dont un au First Avenue en juillet.

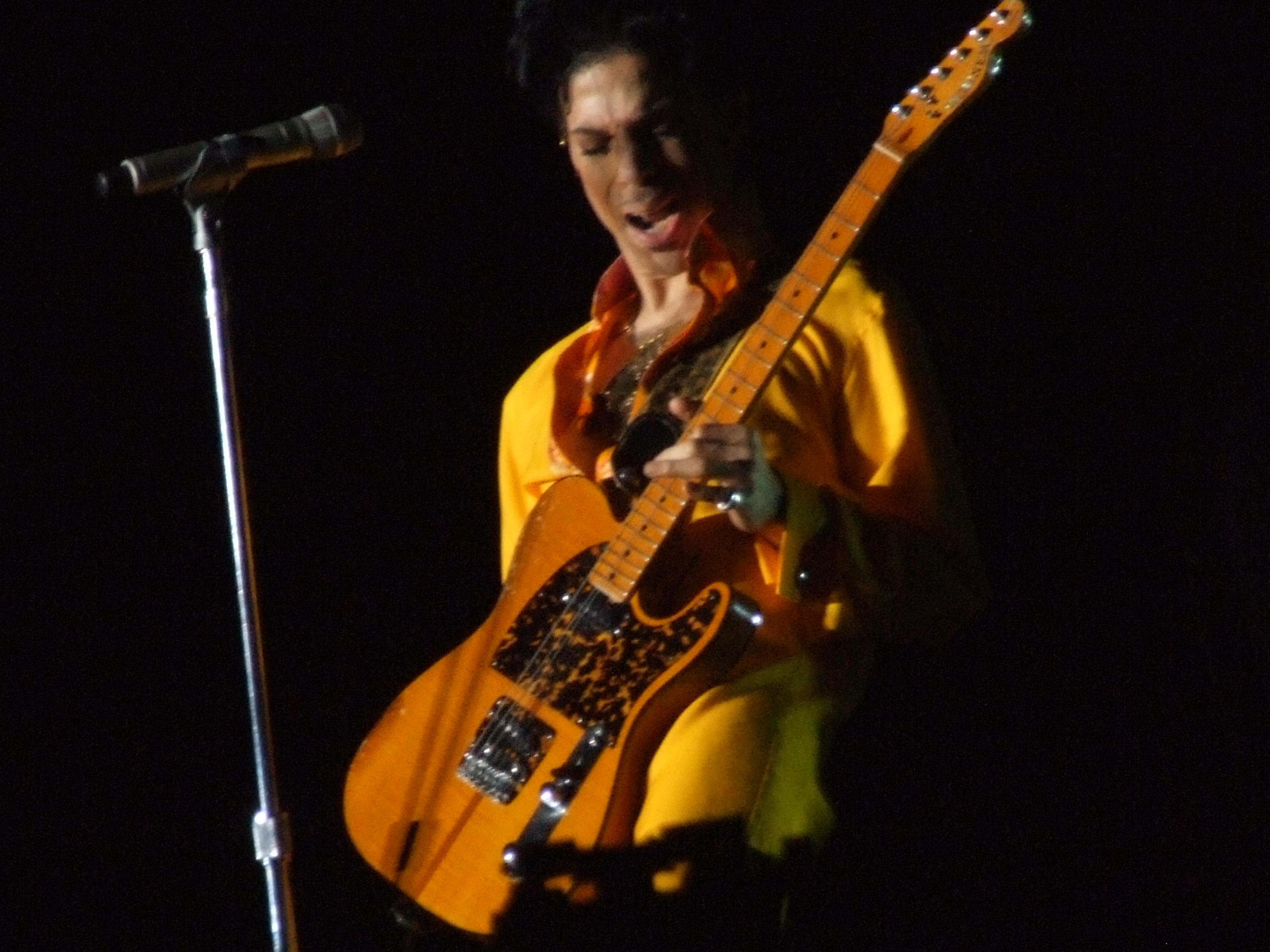
Prince au festival de Coachella en 2008.

En août 2008, Prince réapparaît dans l'émission The Tonight Show où il dévoile un nouveau titre Turn Me Loose. Quelques jours plus tard au festival de Coachella 2008, il fait partie des invités vedettes et aurait été payé 5 millions de dollars pour le show. Un procès a été engagé pour l'annulation de plusieurs concerts : Prince sera condamné à rembourser les billets (près de 3 millions de dollars). Le 29 mars 2009, sort Lotusflow3r qui contient trois CD dont l'un est l'album de sa nouvelle protégée Bria Valente. L'album se classe notamment no 2 au Billboard 200 et no 1 au Billboard Top R&B/Hip-Hop Albums. S'ensuit une apparition particulièrement encensée au festival de jazz de Montreux en Suisse, où Prince enchaîne plus de 4 heures de concert, sans oublier ses concerts parisiens au Grand Palais, à La Cigale, et au New Morning.
Purple and Gold et Cause and Effect, deux nouveaux singles, sortent au début de 2010. Prince est donné, dans un sondage fait en avril par la chaîne BBC 6 Music, comme numéro 8 dans un classement des meilleurs guitaristes des 30 dernières années[réf. nécessaire]. Le magazine Time le classe parmi les 100 personnes les plus influentes du monde[réf. nécessaire]. En juin, il est invité aux BET Awards et reçoit un prix pour l'ensemble de sa carrière[réf. nécessaire]. Un mois plus tard, il entame la tournée européenne 20Ten Tour. L'album éponyme est offert une fois encore à l'entrée des salles. Prince passe également contrat avec des magazines et journaux. Lorsqu'un reporter demande à Prince en 2010 pourquoi il n'a pas distribué ses deux derniers albums sur Internet, il répond :
« Je ne vois pas pourquoi je devrais [...]. Personne ne me versera d'avance et puis ils se fâcheraient si je tentais de négocier [...]. Bref, tous ces ordinateurs et gadgets numériques ne sont pas bons. [...] ».
En décembre 2010, Prince débute le Welcome 2 America Tour, tournée mondiale d'une grande envergure.

### Live Out Loud Touret 3rdeyegirl (2013–2016)
Musicalement, l'année 2012 est marquée par la diffusion internet d'un inédit : Rock and Roll Love Affair assorti d'un clip. Deux interviews sont données simultanément, le 17 septembre dans l'émission américaine The View et le 21. Prince maintient sa position concernant l'arrêt des sorties de disques. Il participe néanmoins à plusieurs projets antérieurs sur le nouvel album de Larry Graham, et produit le second album de sa protégée du moment Andy Allo. L'album se nomme Superconductor et se définit comme très « funk ». Le 23 octobre 2012, Prince donne un concert au Jimmy Kimmel Live! contenant quelques inédits dont Rock n Roll Love Affair. Prince fêtera le nouvel an aux îles Turques-et-Caïques aux Antilles, après avoir réglé quelques problèmes financiers avec le fisc français.
Prince fait annoncer sur le site du drfunkenberry qu'il promet à ses fans une grosse année 2013. Le 22 janvier 2013, il ouvre un nouveau site web qui dévoile de nombreux inédits tout au long de l'année. Prince fait une apparition discrète au Grammy Awards en février. Une nouvelle tournée est annoncée Live Out Loud Tour et un nouveau groupe, 3rdeyegirl, est créé. Ce groupe a obtenu le label Paisley Park. Le 19 mai, Prince reçoit un Icon Award pour l'ensemble de sa carrière. Le lendemain, on apprend qu'il vient de signer un contrat flexible avec le label de projet numérique Kobalt. Prince semble avoir résilié le contrat peu de temps après. Seule la sortie de quelques singles sur Internet aura marqué cette collaboration.
Prince entre en négociation avec son ancien label Warner Records pour les 30 ans de Purple Rain, pour un projet de ré-édition avec tournée qui tombera aux oubliettes. Un accord est tout de même signé avec Warner rendant à Prince plusieurs de ses masters contre un partenariat pour plusieurs albums. Du 13 au 15 juillet, accompagné par les 3rdEyeGirl (Hannah Ford, Donna Grantis, Ida Nielsen), une section de onze cuivres, la claviériste Cassandra O'Neal, les choristes Shelby J., Elisa Dease et Liv Warfield et le bassiste Andrew Gouché, il donne une série de trois concerts au Festival de Montreux en revisitant son répertoire.
Le 30 août, Prince annonce la sortie simultanée de deux albums pour le 30 septembre : Art Official Age et Plectrum Electrum, distribués et édités par Warner, produits et composés par Prince, NPG et 3rdeyegirl. Art Official Age est un album mêlant funk et electro, tandis que Plectrum Electrum sonne purement rock, enregistré dans les conditions du direct. Ces albums font l'objet d'une promotion limitée : peu d'affichages, un concert en direct sur Yahoo, un passage au Saturday Night Live et quelques singles.
Le 25 novembre, Prince se coupe à nouveau des réseaux sociaux Internet, et supprime de nombreuses pages et vidéos officielles. Ceci sonne la fin de la période promotionnelle 3rdEyeGirl. Le groupe perdurera pour quelques concerts en 2015 puis disparaitra. Pendant une interview, Prince revient à ses fondamentaux et déclare que les contrats avec les labels sont une forme d'« esclavage moderne », ce qui peut expliquer qu'il ait choisi de mettre en attente, une fois de plus, son label du moment la Warner.
Le 7 septembre 2015, sort sur Internet l'album Hitnrun Phase One, collaboration entre Prince et Joshua Welton. L'album est édité en CD une semaine plus tard, mais Prince se montre réticent à l'idée d'en faire la promotion : ni interview, ni concert, ni publicité. Cet album est distribué via Tidal, un système de streaming musical à la demande avec abonnement. Sans promotion, les ventes n'arriveront pas à dépasser les quelques dizaines de milliers d’exemplaires. Cela n’empêche pas l’artiste de sortir via le même support Hitnrun Phase Two, le 12 décembre 2015. La première « phase » contient beaucoup d'inédits très expérimentaux ; la seconde contient plutôt des titres déjà parus, vendus depuis plusieurs années sur 3rdeyegirl.com.
Une tournée européenne nommée Just a Piano & A Microphone Tour est programmée en novembre 2015, mais annulée après les attentats du 13 novembre à Paris. Cette tournée n'avait pas pour objet de faire la promotion des albums Hitnrun.

### Mort
Prince donne ses deux derniers concerts en public, seul au piano, dans la soirée du 14 avril 2016, au Fox Theatre d'Atlanta (Georgie). Il fait un malaise, tombant inconscient dans le jet qui le ramène dans le Minnesota. L'avion atterrit en urgence dans l'Illinois où il est brièvement hospitalisé, l'artiste est traité en urgence pour une surdose médicamenteuse d'opioïdes à base d'oxycodone, le Percocet. Deux jours plus tard, le 16 avril, il apparaît pour la dernière fois devant ses fans les plus proches dans son auditorium de Paisley Park pour improviser au piano durant quelques minutes.
Cinq jours plus tard, au matin du 21 avril 2016, le musicien est retrouvé mort dans un des ascenseurs de sa résidence de Paisley Park à Chanhassen dans le Minnesota où sont installés également ses studios d'enregistrements. Après une autopsie ne relevant aucun signe de suicide ni de traumatisme, le 23 avril 2016, il est incinéré dans la plus stricte intimité, en présence de sa famille et de ses amis proches. L'endroit où reposent ses cendres est tenu secret. Le 2 juin, la police révèle qu'il est mort d'une surdose accidentelle de Fentanyl, un analgésique opioïde,.

## Vie personnelle
Prince est un artiste avec une vie privée assez fournie, on lui prête de nombreuses relations — pas toutes confirmées — comme avec Vanity de 1982 à 1983. Il monte et il produit pour elle un premier album en trio (avec Brenda Bennett (en) et Susan Moonsie (en), un amour de jeunesse du chanteur). Il rencontre Apollonia Kotero pendant le casting de Purple Rain où il recherche une jeune fille de talent pour remplacer Vanity, qui se désiste juste avant le tournage du film. Ils restent ensemble de 1984 à 1985. Pendant le Purple Rain Tour, Prince laisse sa chance à Sheila E. qui assure ses premières parties. Ils ont, semble-t-il, une relation de 1986 à 1988, mais en même temps Prince entretient une liaison (légèrement plus médiatisée) avec Susannah Melvoin (en), sœur jumelle de Wendy Melvoin, qui a travaillé avec lui et son groupe The Revolution de 1985 à 1987, puis avec la danseuse Cat Glover (en) de 1987 à 1988.
Prince garde une étroite complicité avec Sheila E. jusqu'à sa mort. Par la suite, sur le tournage de Batman en 1989, il rencontre et se lie à Kim Basinger mais le couple se sépare dés l'année suivante. Toujours en 1990, une rumeur court à propos d'une brève relation avec Tatiana Thumbtzen, puis avec Madonna, avec laquelle il a enregistré un duo en 1988, Love Song. Il lui offre un rôle dans Graffiti Bridge mais elle rejette froidement le projet. Prince la remplace par Ingrid Chavez (en), une poétesse et chanteuse rencontrée deux ans plus tôt, qui avait « récité » l'introduction de l'album Lovesexy.
De 1991 à 1992, Prince se rapproche également de la comédienne Troy Beyer (es) (devenue plus tard réalisatrice), aperçue dans deux de ses clips, Gangster Glam et Sexy MF.
Il lance ensuite la carrière de Carmen Electra, qui sera sa protégée jusqu'en 1992, avant de se rapprocher de sa jeune danseuse Mayte Garcia. On lui prête entre-temps des aventures avec Nona Gaye — ils enregistrent la chanson Love Sign (en) et le programme télévisé The Beautiful Experience —, ainsi qu'avec Ophélie Winter à laquelle il aurait fait enregistrer une version française de la chanson The Most Beautiful Girl in the World, devenue Le Plus bel homme de l’univers. Cette chanson n'a jamais été dévoilée au public. Ophélie Winter a parlé dans de nombreuses interviews de cette relation. Le magazine Africa International précise à ce propos en 1993 que « [...] le petit chanteur [entretient une relation avec] une gbamsse [une charmeuse], Ophélie Winter, mannequin français inconnue au bataillon », précisant que le chanteur aime les blondes.
Il épouse en février 1996 Mayte Garcia, une danseuse rencontrée en Allemagne en 1990. Prince et Mayte annoncent, peu après, qu'ils vont devenir parents. En octobre 1996, leur fils Amiir vient au monde atteint d'une déformation de la boîte crânienne appelée syndrome de Pfeiffer. L'enfant meurt alors à moins d'une semaine, après avoir été vainement opéré à deux reprises. À cette époque, Prince ne parle pas de la mort de son enfant, il continue même à assurer, dans diverses émissions de télévision, que tout va bien. Il annonce « l'annulation » du mariage en 1998 pour divorcer en 2000.
En 2001, Prince épouse Manuela Testolini, une ancienne employée, pour divorcer en 2006. Il vit ensuite et successivement une relation avec trois chanteuses qu'il produit, Támar (en), Bria Valente (en) puis Andy Allo.
En 2001, Prince confirme ouvertement qu'il est devenu Témoin de Jéhovah.
Passionné de basket-ball, il assiste à de nombreuses rencontres dont celles des équipes NBA des Timberwolves du Minnesota et du Lynx du Minnesota en WNBA.

## Analyse de l'artiste

### Contrôle total de son art
Musicien autodidacte, il a enregistré la plupart de ses albums entièrement seul. À l'instar de Stevie Wonder, il enregistrait chaque instrument l'un après l'autre pour former la chanson complète. On relate ainsi son processus de création : partant d'un instrument (par exemple le piano), il composait sa mélodie, puis il ajoutait ou supprimait d'autres instruments au fur et à mesure, jusqu'à ce que le résultat lui convienne ; ce procédé se nomme le simple sample. Il terminait en général par les voix.
En étant seul dans le studio, il pouvait enregistrer sans aucune limite, avec des ingénieurs du son effectuant un roulement toutes les huit heures à la console. Certaines de ses compositions ont nécessité plus de 24 heures de travail en continu. Il passait ensuite derrière la console et enregistrait lui-même les voix, puis s'occupait du mix final. À ce rythme, il indiquait à la fin des années 1990 avoir en réserve plus d'un millier de chansons inédites.
Sur scène, Prince était aussi considéré comme un artiste majeur. Ses spectacles reposaient sur une structure musicale souvent agrémentée de longs passages improvisés. Le contenu changeait ainsi très régulièrement. Bien que certaines tournées aient été très élaborées, Prince n'a jamais eu besoin de recourir à des effets spéciaux ou des chorégraphies millimétrées, ses talents de danseur, guitariste, chanteur et meneur de revue suffisant à produire un spectacle de grande qualité.
Pour arriver à ce niveau de performance, Prince était perfectionniste : il filmait tous ses concerts puis revisionnait les bandes dans la nuit et décidait de ce qui serait à modifier le lendemain.
Les concerts officiels se prolongeaient occasionnellement dans des salles plus petites. Ce sont les fameux « aftershows », des prestations largement improvisées et jouées jusqu'au lever du jour… ou jusqu'à la fermeture de la salle. Ces concerts intimistes permettaient de présenter un autre aspect de l'œuvre de Prince, et parfois d'assister à la création en direct de nouvelles œuvres musicales.
« Real music by real musicians » : tel était son mot d'ordre lors de la tournée de 2002, un principe appliqué depuis les débuts de sa carrière.

### Artiste déterminé et avant-gardiste
Dès le départ, Prince a souhaité imposer aux maisons de disques sa vision personnelle de l'industrie musicale. En étant son propre producteur et en jouant de tous les instruments, il créait ainsi exactement le son qu'il souhaitait sur ses disques. La signature « Produced, Composed, Arranged and Performed by Prince » devint une marque de fabrique constante sur les pochettes.
Cette responsabilité, portée par une seule personne, est pratiquement unique dans le monde du show-biz à ce niveau de notoriété (rappelons que plusieurs albums de Prince ont obtenu des scores de vente supérieurs à cinq millions d'unités). Le revers de la médaille est que Prince était seul à faire tous les choix artistiques, et certaines critiques estimaient qu'il devrait « s'ouvrir » aux meilleurs producteurs du moment.
Tout au long de sa carrière, Prince a constamment cherché à faire évoluer l'industrie du disque tout en s'efforçant de préserver la qualité intrinsèque de la création musicale.
Dès 1981, il a commencé à produire et enregistrer pour des groupes « satellites », qui lui permettaient d'engager une compétition complice, notamment avec le groupe The Time dans lequel on retrouve son vieux copain Morris Day. Les premières productions de ce type (The Time, puis Vanity 6, puis Sheila E) obtinrent de très bons scores de ventes aux États-Unis. À tel point qu'en 1985, Prince et Warner formèrent un label conjoint : Paisley Park. Ce label produit par la suite des artistes n'ayant rien à voir avec l'univers de Prince (comme The Three O'Clock, Taja Sevelle, ou Good Question...) ou d'anciennes légendes de la soul et du funk comme Mavis Staples, George Clinton ou Larry Graham.
En 1986, il lança la construction à Minneapolis d'un immense complexe musical, également nommé Paisley Park. Avec ces studios ultra modernes à disposition, Prince n'avait plus besoin de définir de budget ou de louer des studios d'enregistrement, ce qui contribua à son autonomie artistique. Il y fit également installer un atelier de confection, capable de réaliser toutes les excentricités vestimentaires pour Prince et l'ensemble de son groupe, ainsi que des ateliers de montage de vidéos, des salles de danse, et une salle de répétition grande comme une arène de hockey. Ces studios sont mondialement connus et de nombreux artistes célèbres viennent également y enregistrer, ou y répéter des tournées.
Cet univers exclusif permit à Prince de délivrer ses prestations « clefs en main », gardant le contrôle sur tous les stades de la production.
Au fil du temps, sa production devint de plus en plus importante. En 1987 il souhaita sortir un triple album, Crystal Ball, mais le projet fut refusé par la maison de disques pour des raisons commerciales. La même année il souhaita publier The Black Album, un disque livré sous une pochette entièrement noire, ne comportant pas de titre ni même le nom de Prince, mais il décida d'en annuler la sortie, une semaine avant la date officielle ; toutefois le contenu du disque fit l'objet de nombreux pressages pirates qui lui permirent une diffusion mondiale auprès des fans, phénomène sans précédent. À partir de cette époque un très grand nombre d'œuvres inédites, parfois même des albums entiers, s'échappèrent des studios Paisley Park et s'échangèrent sous le manteau. Pourtant, Prince semblait très réfractaire au sujet des « bootlegs » (disques pirates).
Son intense productivité contribua progressivement à la détérioration de ses relations avec sa maison de disques à partir du début des années 1990. En avril 1993, Prince annonça publiquement son retrait définitif de l'industrie musicale, alors qu'il avait signé moins d'un an auparavant l'un des plus gros contrats de l'histoire du disque : dix albums sur dix ans, assortis d'une avance de dix millions chacun, en échange de quoi Prince devait garantir des ventes supérieures à cinq millions d'albums.
Engagé alors dans une longue bataille juridique avec la Warner pour la récupération et l'utilisation de ses œuvres, Prince se considéra pendant quelques années comme un « esclave » de l'industrie musicale (il inscrivait au feutre le mot « slave » sur sa joue lors de ses apparitions en public). Cette période eut un effet désastreux sur sa notoriété, et son public fut déstabilisé. Le nom de Prince était toujours utilisé pour les albums édités par Warner et délivrés par l'artiste pour remplir ses obligations contractuelles. Dans le même temps, l'artiste avait adopté comme pseudonyme officiel un symbole imprononçable couramment désigné comme le « Love Symbol » (combinaison des symboles masculin et féminin) et éditait son plus récent matériel sur son nouveau label obscur et mal distribué, NPG Records.
Ce changement de nom, bien que largement répercuté dans les médias, fut souvent un motif de dérision. Placés devant la nécessité de le nommer malgré tout, les médias l'ont rapidement affublé, entre autres, de l'acronyme TAFKAP pour The artist formerly known as Prince, ou du pseudonyme Love Symbol, qui désigne également le symbole imprononçable dont il est question ci-dessus.
Pour autant, cette décision largement incomprise à l'époque a fait école depuis. Bien que d'autres artistes aient précédemment décidé de quitter leur maison de disques avec retentissement (citons Frank Zappa ou Léo Ferré), Prince fut le premier d'une longue série d'artistes à claquer la porte des majors dans les années 1990, comme Mariah Carey ou George Michael.
L'avènement de l'Internet grand public et la possibilité pour les fans de télécharger la musique directement en provenance de l'artiste (à l'aide du peer-to-peer, de sites comme Myspace ou de plates-formes de téléchargement légales comme iTunes) ont contribué à renforcer les liens entre artistes et consommateurs de musique. Prince annonçait dès 1995 (sur l'intro de l'album Exodus) que sa musique serait ainsi mise à disposition des fans.
Après bien des rebondissements, Prince fut libéré de la Warner le 12 novembre 1996. Il en profita immédiatement pour éditer le premier triple album de sa carrière : le bien nommé Emancipation. Il conserva toutefois l'usage du « Love Symbol » jusqu'au 31 décembre 1999, marquant le terme de son contrat d'édition avec cette compagnie.
Par la suite il approcha à nouveau les maisons de disques pour signer des contrats de distribution uniquement, considérant que leur travail devait se limiter à la promotion. Il livra alors ses albums « clefs en main », sans laisser à la maison de disques une quelconque possibilité de négociation sur le contenu, le livret, ou la qualité des chansons.
À cette période, Prince se prépara également à la distribution directe de ses œuvres auprès de son public. Dans un premier temps, il ouvrit des magasins (les NPG Stores, en 1993), puis il proposa un système de vente par catalogue (1993), puis par téléphone (1994), pendant ses concerts (1995), puis par internet (1999), avant de proposer ses nouveaux morceaux sur le Musicology Download Store (2003-2006), un site de téléchargement légal.
En 2004, Prince créa l'évènement en distribuant son CD Musicology à l'entrée de ses concerts. À côté des ventes en magasin, plus de 400 000 exemplaires furent ainsi écoulés ce qui obligea les organismes américains à revoir leurs méthodes de calcul des ventes de disques. (En effet, avec ce procédé, le CD est bien vendu puisque son prix est inclus dans le prix du billet de concert.)
En 2006, Prince entama une série de concerts en résidence à Las Vegas sur le thème de « 3121 ». Après un passage très remarqué lors du Superbowl en février 2007, ce concept fut réitéré à Los Angeles.
En 2007, il donna une impressionnante série de 21 concerts à Londres à guichets fermés, dans une salle de 18 000 places (l'O2 Arena). Reproduisant la méthode éprouvée en 2004 avec Musicology, l'album Planet Earth fut distribué gratuitement à l'entrée de la salle sur présentation du billet d'entrée. Au même moment, cet album fut distribué en Grande-Bretagne avec l'hebdomadaire Mail on Sunday, tiré pour l'occasion à trois millions d'exemplaires. Ce procédé lui attira le courroux des disquaires britanniques qui retirèrent immédiatement l'album des rayons en protestation.
Autre exemple des nouveaux modes de distribution testés par Prince, le CD Indigo Nights est paru en 2008 dans un recueil de photographies issues de ses concerts londoniens.
En 2009, l'artiste mit en ligne un tout nouveau site officiel, LotusFlow3r, où les fans pouvaient s'inscrire et payer pour accéder à du contenu inédit. En parallèle il mit à disposition un triple album du même nom, incluant le volet MPLSoUND, et Elixer, l'album de sa protégée Bria Valente. Une édition spécifique pour la France, proposant le volet MPLSoUND en CD unique, est sortie le 7 septembre 2009. En octobre, il se produisit pour deux concerts au Grand Palais à Paris, dont les billets se sont vendus en 77 minutes deux jours avant l'événement.
En 2010, Prince renouvela le principe de distribution dans des magazines ou des quotidiens pour son nouvel album, 20Ten. En France, c'est l'hebdomadaire Courrier international qui fut sélectionné. Selon les cas, c'est un magazine spécialisé (Rolling Stone, en Allemagne) ou un quotidien national (le Daily Mirror en Grande-Bretagne, Het Nieuwsblad en Belgique) qui assura la distribution.
En 2013, nouveau rebondissement avec « 3rdeyegirl », combinant son nouveau projet artistique, son nouveau groupe et son nouveau site internet (site et page Youtube). Plusieurs titres inédits, photos, performances studio, performances live et vidéo promotionnelles, furent mis en ligne gratuitement ou pour l'achat. Des classiques comme « Let's Go Crazy », « She's Always In My Hair » ou encore « Bambi » furent partiellement ou complètement transformés et re-travaillés. Le rebondissement fut d'autant plus grand que seulement six mois plus tôt Prince avait soutenu qu'il ne sortirait plus de musique et avait pris ses distances vis-à-vis d'Internet.
Prince a considérablement modifié les rapports entre artistes et maisons de disques durant toute sa carrière, créant un nombre important de précédents, notamment dans le domaine de l'auto-production et de la distribution directe du musicien vers les consommateurs de musique.

## Pseudonymes
- Alexander Nevermind : en tant que producteur et auteur, notamment pour Sheena Easton.
- Azifwekare : en tant que chanteur sur le titre Style (Emancipation).
- Camille : en tant que chanteur sur certains titres de Sign o' the Times.
- Christopher : en tant qu'auteur de Manic Monday des Bangles. Le nom provient du personnage de Christopher Tracy, interprété par Prince dans le film Under the Cherry Moon.
- Gemini : personnage de l'album Batman.
- Jamie Starr, The Starr Company : en tant que producteur de The Time, Vanity 6 et du projet Madhouse.
- Joey Coco : en tant que producteur et auteur, notamment pour Kenny Rogers.
- Le Nain pourpre, le Kid de Minneapolis : utilisé par les journalistes à partir de Purple Rain.
- « Love Symbol » : nom donné par les journalistes au pictogramme officiel désignant l'artiste entre 1993 et 1999.
- Paisley Park : utilisé au début des années 1990 pour différents projets.
- The Artist (Formerly Known as Prince) ou T.A.F.K.A.P : utilisé par les journalistes pendant la période « Love Symbol ».
- Tora Tora : en tant que musicien et chanteur sur l'album de NPG Exodus.

## Principales récompenses
- American Music Awards[59] :
  - 1985 - meilleur album d'artiste noir, pour Purple Rain
  - 1985 - meilleur album Pop/Rock, pour Purple Rain
  - 1985 - meilleur simple d'artiste noir, pour When Doves Cry
  - 1990 - prix de l'accomplissement professionnel
  - 1995 - prix du mérite
- Golden Globes : meilleure chanson de film, pour The song of the Heart dans Happy Feet (2007)[60]
- Grammy Awards[32] :
  - 1985 - meilleure musique de film, pour l'album Purple Rain
  - 1985 - meilleure chanson RnB, pour I Feel for You de Chaka Khan (en tant qu'auteur)
  - 1985 - meilleure performance vocale Rock en groupe ou duo, pour l'album Purple Rain (avec The Revolution)
  - 1987 - meilleure performance vocale R&B en groupe ou duo, pour la chanson Kiss (avec The Revolution)
  - 2005 - meilleure performance vocale R&B masculine, pour la chanson Call My Name
  - 2005 - meilleure performance vocale R&B traditionnel, pour la chanson Musicology
  - 2007 - meilleure performance vocale R&B masculine, pour la chanson Future Baby Mama
- Oscars du cinéma : meilleure chanson de film, pour Purple Rain  (1985)[61]
- Rock and Roll Hall of Fame : intronisation pour l'ensemble de sa carrière, catégorie « artiste scénique » (2004)[14]
- Webby Awards : prix de l'accomplissement professionnel, pour l'ensemble de ses contributions à Internet (2006)[10]

## Discographie

### Albums studio
- 1978 : For You
- 1979 : Prince
- 1980 : Dirty Mind
- 1981 : Controversy
- 1982 : 1999
- 1984 : Purple Rain
- 1985 : Around the World in a Day
- 1986 : Parade
- 1987 : « 8 » (crédité à Madhouse)
- 1987 : Sign o' the Times
- 1987 : « 16 » (crédité à Madhouse)
- 1988 : Lovesexy
- 1989 : Batman
- 1990 : Graffiti Bridge
- 1991 : Diamonds and Pearls
- 1992 : Love Symbol Album
- 1993 : Gold Nigga (crédité à NPG)
- 1994 : Come
- 1994 : The Black Album
- 1995 : Exodus (crédité à NPG)
- 1995 : The Gold Experience
- 1996 : Chaos and Disorder
- 1996 : Emancipation
- 1997 : Kamasutra (crédité à NPG Orchestra)
- 1998 : Crystal Ball / The Truth
- 1998 : Newpower Soul (crédité à NPG)
- 1999 : The Vault...Old Friends 4 Sale
- 1999 : Rave Un2 the Joy Fantastic
- 2001 : Rave In2 the Joy Fantastic (album de remixes)
- 2001 : The Rainbow Children
- 2002 : One Nite Alone...
- 2003 : Xpectation
- 2003 : N.E.W.S
- 2004 : Musicology
- 2004 : The Chocolate Invasion
- 2004 : The Slaughterhouse
- 2006 : 3121
- 2007 : Planet Earth
- 2009 : Lotusflow3r / MPLSound
- 2010 : 20Ten
- 2014 : Plectrum Electrum
- 2014 : Art Official Age
- 2015 : Hitnrun Phase One
- 2015 : Hitnrun Phase Two

### Albums live
- 2002 : One Nite Alone...Live!
- 2004 : C-Note
- 2008 : Indigo Nights

### Compilations
- 1993 : The Hits / The B-Sides
- 1994 : 1-800-NEW-FUNK (titres d'artistes divers composés par Prince)
- 1996 : Girl 6 (bande originale de film, titres d'artistes divers composés par Prince)
- 2001 : The Very Best of Prince
- 2006 : Ultimate
- 2016 : 4Ever
- 2018 : Anthology 1995-2010 (en streaming uniquement)

### Parutionspost mortem(hors compilations classiques)
- 2017 : Purple Rain Deluxe
- 2018 : Piano & A Microphone 1983
- 2019 : The Versace Experience (Prelude 2 Gold)
- 2019 : Originals
- 2019 : 1999 Deluxe
- 2020 : Sign o' the Times Deluxe
- 2021 : Welcome 2 America (originellement enregistré en 2010)

### Albums composés, écrits et/ou réalisés pour d'autres artistes
- Andy Allo - Superconductor (2012)
- Apollonia 6 - Apollonia 6 (1984)
- Carmen Electra - Carmen Electra (1992)
- Judith Hill - Back in Time (2015)
- Jill Jones - Jill Jones (1987)
- Chaka Khan - Come 2 My House (1998)
- Mayte - Child Of The Sun (1995)
- Sheila E. - The Glamorous Life (1984), Romance 1600 (1985)
- Mavis Staples - Time Waits For No One (1989)
- The Family - The Family (1985)
- The Time - The Time (1981), What Time Is It? (1982), Ice Cream Castle (1984)
- Bria Valente - Elixer (2009)
- Vanity 6 - Vanity 6 (1982)

### Collaborations majeures
- Sheena Easton - A Private Heaven (1984), No Sound but a Heart (1987), The Lover in Me (1988)
- The Bangles - Different Light (1986)
- Sheila E. - Sheila E. (1987), Icon (2013)
- Madonna - Like A Prayer (1989)
- Patti LaBelle - Be Yourself (1989), Burnin' (1991)
- Kid Creole and the Coconuts - Private Waters in the Great Divide (1990)
- MC Hammer – Please Hammer Don't Hurt 'Em (1990)
- Sinéad O'Connor - Prince a écrit et composé Nothing Compares 2 U, sur l'album I Do Not Want What I Haven't Got (1990)
- The Time - Pandemonium (1990)
- Eric Leeds - Times Squared (1991)
- Martika - Martika's Kitchen (1991), a composé Love... Thy Will Be Done
- Céline Dion - Celine Dion (1992) a écrit With This Tear
- Earth, Wind and Fire - Millennium (1993)
- George Clinton - Hey Man… Smell My Finger (1993), How Late Do U Have 2BB4UR Absent? (2005)
- Kate Bush - claviers, guitare, basse, chœurs, arrangements sur la chanson Why Should I Love You?, de l'album The Red Shoes (1993)
- Mavis Staples - The Voice (1993)
- Monie Love - In a Word or 2 (1993)
- Larry Graham - GCS 2000 (1999), Raise Up (2012)
- Maceo Parker - Dial M-A-C-E-O (2000)
- No Doubt - Rock Steady (2001)
- Common - Electric Circus (2002)
- Stevie Wonder - A Time to Love (2005), Remixes (2005)
- Janelle Monáe - The Electric Lady (2013)

## Vidéographie

### Films

#### En tant qu'acteur
- 1984 : Purple Rain d'Albert Magnoli
- 2013 : New Girl, série télévisée (saison 3, épisode 14, titré Prince, dans son propre rôle)

#### En tant que réalisateur et acteur
- 1986 : Under the Cherry Moon
- 1987 : Sign o' the Times
- 1990 : Graffiti Bridge

### Clips
Certains de ses clips sont disponibles sur YouTube depuis le 7 juillet 2017, quelques mois après la diffusion sur d'autres plateformes de streaming, malgré des critiques répétées de l'artiste, notamment sur la malversation de droits d'auteur. La plateforme Tidal était précédemment la seule à proposer ses œuvres.
- 1985 : Prince and The Revolution: Live - concert, VHS
- 1989 : Lovesexy Live - concert, VHS
- 1991 : Gett Off Video Collection - clips vidéo, VHS
- 1992 : Diamonds and Pearls Video Collection - clips vidéo, VHS
- 1993 : The Hits Video Collection - clips vidéo, VHS
- 1994 : 3 Chains O' Gold - clips vidéo, VHS
- 1995 : Prince Live! The Sacrifice of Victor - concert, VHS
- 1995 : The Undertaker - concert, VHS
- 1999 : Beautiful Strange - divers, VHS
- 2000 : Rave Un2 the Year 2000 - concert, VHS et DVD
- 2003 : Live at the Aladdin Las Vegas - concert, DVD

## Publication
- (en) 21 Nights, Atria Books, 2008, 256 p. (ISBN 978-1-4165-5444-8 et 1-4165-5444-0, lire en ligne)